# Schlotzau
Schlotzau ist ein Ortsteil der Marktgemeinde Burghaun im osthessischen Landkreis Fulda.

## Geografie
Schlotzau gehört zusammen mit Großenmoor, Langenschwarz und Hechelmannskirchen zum sogenannten Kiebitzgrund. Schlotzau liegt an der Westgrenze des Landkreises Fulda im Gebiet zwischen Haune und Fulda. Die Nachbarorte sind Großenmoor und Hechelmannskirchen.

## Geschichte

Evangelische Kirche Schlotzau

### Ortsgeschichte
Das Dorf wird erstmals urkundlich im Jahre 1174 unter dem Namen „Schlatzowa“ erwähnt. Schätzungen nach wird hingegen angenommen, dass die Entstehung der Siedlung bereits um 800 bis 1000 erfolgte. Das Dorf war bis zum Jahre 1370 im Besitz der Familien von Buchenau und Schlitz. Im Jahre 1370 ging das Dorf durch Kauf in den alleinigen Besitz der Familie von Buchenau über. Die nächste urkundliche Erwähnung findet sich im Jahre 1494 unter dem Namen „Slatzauw“ oder „Slotzauw“, wo es zum Gericht Wehrda gehörig, später zum Amt Burghaun, erwähnt wird. 
Zum 1. Oktober 1971 fusionierten im Zuge der Gebietsreform in Hessen die bis dahin selbständigen Gemeinden Großenmoor, Hechelmannskirchen, Langenschwarz und Schlotzau freiwillig zur neuen Gemeinde Kiebitzgrund.

Nur Monate später am 1. August 1972 wurde die Gemeinde Kiebitzgrund, und damit auch Großenmoor, durch das abschließende regionale Neugliederungsgesetz zur Gebietsreform in die Gemeinde Burghaun eingegliedert. Für Schlotzau sowie für alle ehemals eigenständigen Gemeinden von Burghaun wurden Ortsbezirke mit Ortsbeirat und Ortsvorsteher nach der Hessischen Gemeindeordnung gebildet.

### Bevölkerung
Einwohnerentwicklung
- 1812: 34 Feuerstellen, 282 Seelen[1]

| Schlotzau: Einwohnerzahlen von 1812 bis 2013 | Schlotzau: Einwohnerzahlen von 1812 bis 2013 | Schlotzau: Einwohnerzahlen von 1812 bis 2013 | Schlotzau: Einwohnerzahlen von 1812 bis 2013 | Schlotzau: Einwohnerzahlen von 1812 bis 2013 |
| --- | -------------------------------------------- | -------------------------------------------- | -------------------------------------------- | -------------------------------------------- |
| Jahr |                                              |                                              |                                              | Einwohner                                    |
| 1812 | 1812                                         |                                              | 282                                          | 282                                          |
| 1834 | 1834                                         |                                              | 376                                          | 376                                          |
| 1840 | 1840                                         |                                              | 376                                          | 376                                          |
| 1846 | 1846                                         |                                              | 394                                          | 394                                          |
| 1852 | 1852                                         |                                              | 376                                          | 376                                          |
| 1858 | 1858                                         |                                              | 365                                          | 365                                          |
| 1864 | 1864                                         |                                              | 366                                          | 366                                          |
| 1871 | 1871                                         |                                              | 365                                          | 365                                          |
| 1875 | 1875                                         |                                              | 357                                          | 357                                          |
| 1885 | 1885                                         |                                              | 361                                          | 361                                          |
| 1895 | 1895                                         |                                              | 338                                          | 338                                          |
| 1905 | 1905                                         |                                              | 322                                          | 322                                          |
| 1910 | 1910                                         |                                              | 320                                          | 320                                          |
| 1925 | 1925                                         |                                              | 316                                          | 316                                          |
| 1939 | 1939                                         |                                              | 315                                          | 315                                          |
| 1946 | 1946                                         |                                              | 486                                          | 486                                          |
| 1950 | 1950                                         |                                              | 482                                          | 482                                          |
| 1956 | 1956                                         |                                              | 379                                          | 379                                          |
| 1961 | 1961                                         |                                              | 329                                          | 329                                          |
| 1967 | 1967                                         |                                              | 298                                          | 298                                          |
| 1970 | 1970                                         |                                              | 300                                          | 300                                          |
| 1980 | 1980                                         |                                              | ?                                            | ?                                            |
| 1990 | 1990                                         |                                              | ?                                            | ?                                            |
| 2000 | 2000                                         |                                              | ?                                            | ?                                            |
| 2011 | 2011                                         |                                              | 327                                          | 327                                          |
| 2013 | 2013                                         |                                              | 204                                          | 204                                          |
| Datenquelle: Historisches Gemeindeverzeichnis für Hessen: Die Bevölkerung der Gemeinden 1834 bis 1967. Wiesbaden: Hessisches Statistisches Landesamt, 1968. Weitere Quellen: LAGIS; Gemeinde Burghaun; Zensus 2011 |                                              |                                              |                                              |                                              |

Religionszugehörigkeit
| • 1885: | 351 evangelische (= 97,23 %), 10 katholische (= 2,77 %) Einwohner  |
| • 1961: | 288 evangelische (= 87,54 %), 37 katholische (= 11,25 %) Einwohner |

## Politik
Für Schlotzau besteht ein Ortsbezirk (Gebiete der ehemaligen Gemeinde Schlotzau) mit Ortsbeirat und Ortsvorsteher nach der Hessischen Gemeindeordnung. Der Ortsbeirat besteht aus fünf Mitgliedern. Bei den Kommunalwahlen in Hessen 2021 betrug die Wahlbeteiligung zum Ortsbeirat 64,31 %. Es erhielten die „Bürgerlist Schlotzau“ mit 79,55 % vier Sitze, und die FDP mit 20,45 % einen Sitz. Der Ortsbeirat wählte Andreas Pfaff zum Ortsvorsteher.